# Copelatus blancasi
Copelatus blancasi är en skalbaggsart som beskrevs av Guignot 1958. Copelatus blancasi ingår i släktet Copelatus och familjen dykare. Inga underarter finns listade i Catalogue of Life.